# Tecnyssauros
Tecnyssauros é um termo criado pelo autor italiano Nicola Nosengo, fazendo uma alusão aos dinossauros, que saíram derrotados na luta pela sobrevivência contra as espécies concorrentes. O mesmo acontece com a tecnologia, que se torna obsoleta num mundo extremamente competitivo, onde os objetos tecnológicos recebem constantes incentivos (industriais, midiáticos e capitais) para se manterem atualizados. De acordo com o autor, existem três tipos de tecnossauros: “tecnologias que teriam mudado o mundo e permaneceram confinadas nos laboratórios, produtos que o mercado recusou” e, por fim, “máquinas que, após terem sido usadas quotidianamente por décadas desapareceram e hoje se encontram apenas nos museus.” A essas tecnologias, o autor irá denominar Tecnossauros.

## Origem do termo
O termo Tecnyssauros aparece no livro "A extinção dos tecnyssauros", do autor Nicola Nosengo, publicado em italiano em 2003 e traduzido para o português e lançado no Brasil no ano de 2008, pela editora Unicamp. Após a sua leitura, fica claro o significado desse termo, que é um jogo de palavras, misturando os nomes dos imensos répteis que habitavam nosso planeta antes dos seres humanos existirem com "tecnologia". Nosengo diz: “Dinossauros tecnológicos, enfim: tecnossauros.”
Os motivos para o autor fazer essa analogia são que, além da mistura dos nomes, as tecnologias abordadas por ele durante o livro também têm em comum com os dinossauros o fracasso na luta pela sobrevivência num mundo competitivo. E não para por aí: a extinção de ambos e os motivos para isso ainda precisam ser explicados. Dessa forma, Nosengo propõe uma explicação do destino de todas essas tecnologias, assim como as inúmeras teorias criadas sobre os dinossauros tentaram fazer.

## Tipos de Tecnyssauros
Em seu livro, Nicola Nosengo separa os tecnossauros em três principais tipos: aqueles que, ao longo do tempo, tornaram-se ultrapassados e acabaram substituídos por tecnologias mais novas; aqueles que foram para as prateleiras, mas não obtiveram a simpatia da população e, por isso, não emplacaram; e aqueles que nem sequer chegaram a ir para o mercado, permanecendo apenas dentro dos laboratórios como uma mera aposta que poderia ter dado certo.

### Tecnologias obsoletas

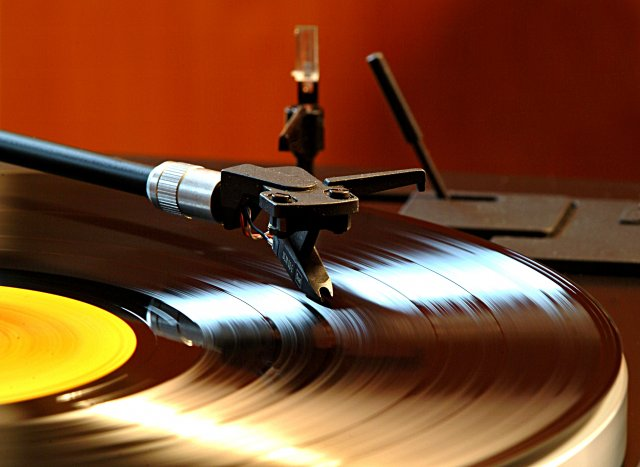
Disco de vinil, uma das várias tecnologias que podem ser chamadas de tecnossauros

Por conta da inovação tecnológica, as tecnologias estão constantemente sendo modificadas e renovadas. Sendo assim, é normal que tecnologias consideradas soberanas em determinados períodos tenham "perdido o trono" para novas invenções. À medida que o tempo vai passando, o ser humano desenvolve novas habilidades e suas necessidades mudam. Por esse motivo, novas tecnologias surgem com o intuito de melhorar e facilitar cada vez mais a vida humana. Dentre essas invenções que, ao longo do tempo, tornaram-se obsoletas, podemos citar o telégrafo e, um pouco mais recente, o disco de vinil.
- Disco de vinil: surgido no final da década de 1940, o também chamado LP (Long Play) fez muito sucesso durante as décadas de 1960 e 1970, mas começou a perder espaço a partir da metade da década de 1980, com o aparecimento do Compact Disc, ou simplesmente CD. Apesar de uma árdua resistência, inclusive pela maioria da população que não queria se desfazer do LP, o disco de vinil acabou sendo quase extinto durante os anos 90, quando o CD de áudio atingiu o seu auge. Hoje em dia, há algumas lojas especializadas em LP, sendo a maior parte adquirida por colecionadores. Por isso, o disco de vinil pode ser considerado um tecnossauro, pois acabou sendo substituído por uma nova tecnologia.

- Telégrafo: desde a sua invenção, o telégrafo passou por várias alterações e sistemas distintos. Ao chegar ao seu estado final, levou um tempo até que fosse aceito diante das autoridades, afinal, era uma forma de transmissão de mensagens de alguns grupos marginalizados. Para isso, foi criada uma lei que previa a assinatura dos documentos. Ao ser aceito diante de todos, foi usado inicialmente nas editoras de jornais. Mais tarde, passou a ser usado para enviar mapas e táticas a exércitos durante a guerra. Foi um símbolo da comunicação dos anos 1980 e se tornou obsoleto com a chegada do e-mail.

### Tecnologias recusadas

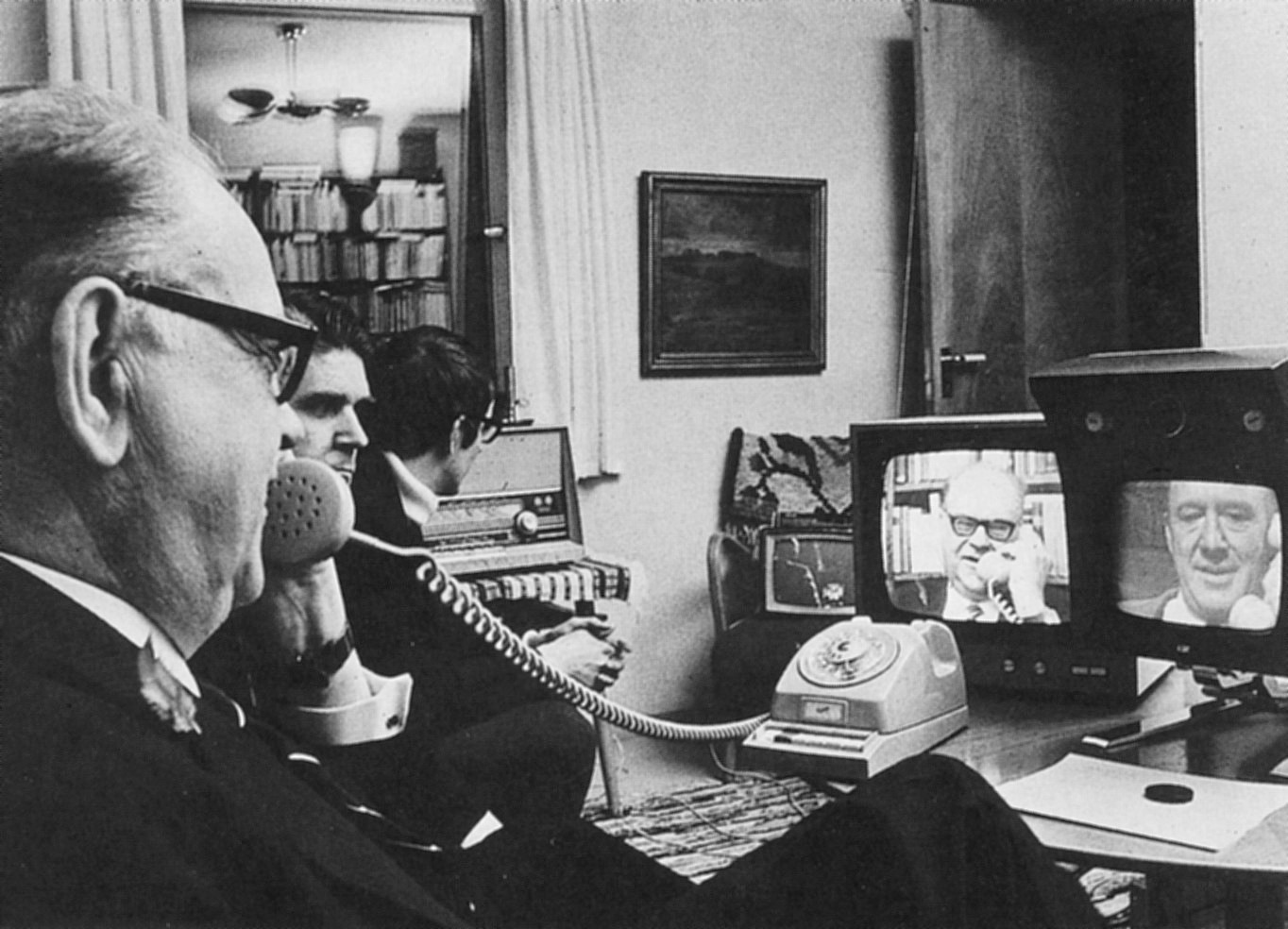
Primeiro-ministro da Suécia Tage Erlander em videoconferência, 1969

Diante da gigantesca competição de produtos, alguns acabam sendo deixados de lado, ou seja, são lançados, porém não conseguem se solidificar diante do consumidor por algum motivo e, por isso, são retirados do mercado.  Dentre esses motivos, encontramos não só a questão econômica, mas inúmeras razões como, por exemplo, a aplicação de capital feita pela indústria para aumentar a eficácia desse produto no mundo do consumidor, a atenção que a mídia dá a itens dando foco em alguns e deixando outros caírem no esquecimento e também, às vezes, a competição com produtos já consolidadas pelo público torna a estabilidade dessas tecnologias cada vez mais difícil. Como exemplos desses tecnossauros que foram vítimas do mercado, podemos citar o videofone e o correio pneumático.
- Videofone: o videofone, que é uma versão com imagem do telefone, simplesmente tem falido até agora; ele não fez sucesso no mercado, mesmo após diversas tentativas durante décadas, desde sua comercialização em 1960. Apesar da ideia de que, ao se introduzir um recurso técnico que transmite som, espera-se naturalmente que ele seja complementado pela imagem, não é certo que as pessoas queiram ser vistas quando falam ao telefone. A falta de contato visual, nesse caso, não é considerada uma limitação, mas uma vantagem. Sendo assim, o videofone não conseguiu superar o telefone.

- Correio Pneumático: constituído por uma série de tubos de aço nos quais circula uma corrente de ar e capaz de transportar, de uma estação a outras redes, cápsulas que contêm correspondências. É um tecnossauro típico - enorme e fora de moda. Surgiu na segunda metade do Século XIX, utilizado inicialmente para fornecer notícias aos operadores da Bolsa com o fim de fornecer informações em tempo real. A primeira cidade a ser instalada foi Londres, em 1853, depois foi em Berlim, 1865, Nova Iorque, 1876, Praga, 1899, e depois Viena, Munique, Rio de Janeiro, Marselha. Seu auge foi entre o início do Século XX e a I Guerra Mundial. Em 1916, nos EUA, havia mais de 200 Km de tubos em funcionamento.

### Tecnologias não comercializadas
(Descrição)
- Carro voador: o carro voador, idealizado desde Leonardo da Vinci, é um tipo híbrido entre o carro e o helicóptero, diferenciando-se deste pela segurança na inércia e pelo sistema de condução, além de precisar ter a hélice escondida, problemas que ainda não conseguiram ser resolvidos. Além disso, também não adiantaria seguir a tecnologia do avião para criar o carro voador, pois é bem diferente. Diversos engenheiros, como o pioneiro Paul Moller, o ex-piloto de guerra Michael Moshier, e o ex-projetista da Boeing, Rafi Yoeli, fizeram protótipos, mas não chegaram a comercializar suas criações. Já não bastasse todas as dificuldades técnicas para a consolidação desse novo veículo de massa, especulam-se problemas como grande risco de queda, a necessidade de um sistema central de controle de vôo e um motor a combustível derivado do esgotável petróleo. Nicola Nosengo conclui que é melhor manter os pés no chão.[2]

- Carro Elétrico: (seguir o modelo de apresentação do disco de vinil, com informações sobre ano de surgimento, como e por que se tornou um tecnyssauro)